# Markaz, Heves
Markaz  este un sat în districtul Gyöngyös, județul Heves, Ungaria, având o populație de 1.850 de locuitori (2011). 

## Demografie
Componența etnică a satului Markaz
     Maghiari (97,21%)
     Romi (1,94%)
     Necunoscut (0,24%)
     Alții (0,61%)
Componența confesională a satului Markaz
     Romano-catolici (63,89%)
     Fără religie (6,81%)
     Reformați (4%)
     Necunoscută (23,95%)
     Alte religii (2,38%)
Conform recensământului din 2011, satul Markaz avea 1.850 de locuitori. Din punct de vedere etnic, majoritatea locuitorilor (97,21%) erau maghiari, cu o minoritate de romi (1,94%). Apartenența etnică nu este cunoscută în cazul a 0,24% din locuitori.  Din punct de vedere confesional, majoritatea locuitorilor (63,89%) erau romano-catolici, existând și minorități de persoane fără religie (6,81%) și reformați (4,0%). Pentru 23,95% din locuitori nu este cunoscută apartenența confesională.